# 豫海镇
豫海镇，是中华人民共和国宁夏回族自治区吴忠市同心县下辖的一个乡镇级行政单位。

## 行政区划
豫海镇下辖以下地区：
富兴社区、预园社区、豫西社区、新华社区、园艺村、城北村、城二村、城一村、庙儿岭村、沙沿村、沙咀城村、砚台村、麻疙瘩村、边桥村、余家梁村、兴隆村、黑家套子村、黄石村、惠安新村和满春村。